# Ergasilus ceylonensis
Ergasilus ceylonensis is een eenoogkreeftjessoort uit de familie van de Ergasilidae. De wetenschappelijke naam van de soort is voor het eerst geldig gepubliceerd in 1973 door Fernando & Hanek.